# Neonauclea puberula
Neonauclea puberula är en måreväxtart som först beskrevs av Elmer Drew Merrill, och fick sitt nu gällande namn av Elmer Drew Merrill. Neonauclea puberula ingår i släktet Neonauclea och familjen måreväxter. Inga underarter finns listade i Catalogue of Life.